# La Grande Plage à Biarritz
La Grande Plage à Biarritz – ou simplement Biarritz – est un tableau réalisé par la peintre française Jacqueline Marval en 1923. Cette huile sur toile de lin est un paysage qui représente une plage de Biarritz, dans les Pyrénées-Atlantiques, alors que six jeunes femmes et huit enfants observent depuis une balustrade au premier plan la foule lointaine des baigneurs qui s'avancent dans les vagues. Exposée au Salon d'Automne l'année de sa création, l'œuvre est donnée au Fonds national d'art contemporain en 1924. Elle se trouve en dépôt au musée d'Arts de Nantes, à Nantes, depuis le 29 décembre 1925.